# Mordellistena fageli
Mordellistena fageli es una especie de coleóptero de la familia Mordellidae.

## Distribución geográfica
Habita en el paleártico: la Europa mediterránea y el Magreb.